# Arturo Soria (metropolitana di Madrid)
Arturo Soria è una stazione della linea 4 della metropolitana di Madrid.
Si trova sotto all'incrocio tra le vie Arturo Soria, José Silva e Ulises, nel distretto di Ciudad Lineal.

## Storia
La stazione fu aperta al pubblico il 5 maggio 1979, in corrispondenza del prolungamento della linea 4 dalla stazione di Alfonso XIII a quella di Esperanza.

## Accessi
Vestibolo Arturo Soria
- Ulises: Calle de Ulises 1 (angolo con Calle de Arturo Soria 174)
- Arturo Soria: Calle de Arturo Soria 172 (semiangolo con Calle de Ulises)
- José Silva, impares: Calle de José Silva, 1 (angolo con Calle de Arturo Soria 157)

Vestibolo Ulises aperto dalle 6:00 alle 21:40
- Ulises, impares: Calle de Ulises 5-7 (angolo con la Calle de Asura)